# Конектикат
Конектикат (енгл. Connecticut), правилније Конетикат држава је САД, која се налази у њеном североисточном делу, у региону Нова Енглеска. Конектикат је трећа најмања држава по површини, са 14.371 km², 29. најмногољуднија, са 3.565.287 становника и четврта најгушће насељена од педесет држава.
На истоку се граничи са Род Ајлендом, на северу са Масачусетсом, на западу са Њујорком и на југу са Лонг Ајленд заливом.
Главни град је Хартфорд.
Назив потиче од мохиганске речи за дугу, плимску реку, који се прво односио на реку Конетикат, а после и на  целу државу.

## Демографија
Биро за попис становништва Сједињених Држава процењује да је број становника у Конектикату 1. јула 2019. износио 3.565.287, што је смањење од 0,25% у односу на попис становништва Сједињених Држава 2010.
| 1900.   | 1910.     | 1920.     | 1930.     | 1940.     | 1950.     | 1960.     | 1970.     | 1980.     | 1990.     | 2000.     | 2010.     | 2019.     |
| ------- | --------- | --------- | --------- | --------- | --------- | --------- | --------- | --------- | --------- | --------- | --------- | --------- |
| 908.420 | 1.114.756 | 1.380.631 | 1.606.903 | 1.709.242 | 2.007.280 | 2.535.234 | 3.031.709 | 3.107.576 | 3.287.116 | 3.405.565 | 3.574.097 | 3.565.287 |

### Религија
Доминантне религије Конетиката су протестантизам и католичанство, уз велики број неизјашњених и атеиста.

### Највећи градови
| Бриџпорт Њу Хејвен | 1.  | Бриџпорт  | 144.229 | Хартфорд Стамфорд |
| Бриџпорт Њу Хејвен | 2.  | Њу Хејвен | 129.779 | Хартфорд Стамфорд |
| Бриџпорт Њу Хејвен | 3.  | Хартфорд  | 124.775 | Хартфорд Стамфорд |
| Бриџпорт Њу Хејвен | 4.  | Стамфорд  | 122.643 | Хартфорд Стамфорд |
| Бриџпорт Њу Хејвен | 5.  | Вотербери | 110.366 | Хартфорд Стамфорд |
| Бриџпорт Њу Хејвен | 6.  | Норвок    | 85.603  | Хартфорд Стамфорд |
| Бриџпорт Њу Хејвен | 7.  | Денбери   | 80.893  | Хартфорд Стамфорд |
| Бриџпорт Њу Хејвен | 8.  | Њу Бритен | 71.254  | Хартфорд Стамфорд |
| Бриџпорт Њу Хејвен | 9.  | Бристол   | 61.353  | Хартфорд Стамфорд |
| Бриџпорт Њу Хејвен | 10. | Мериден   | 59.653  | Хартфорд Стамфорд |